# Ian O'Leary
Ian Joseph O'Leary (Woodland (Califórnia), 20 de outubro de 1986) é um basquetebolista profissional estadunidense, atualmente joga no Baloncesto Fuenlabrada. O atleta que joga na posição ala possui 2,01m de altura e pesa 100kg.

## Ligações Externas
- Ian O'Leary no X